# Розрив двоїстості
Розри́в двої́стості — це різниця між прямим і двоїстим розв'язками. Якщо {\displaystyle d^{*}} — оптимальне значення двоїстої задачі, а {\displaystyle p^{*}} — оптимальне значення прямої задачі, то розрив двоїстості дорівнює {\displaystyle p^{*}-d^{*}}. Це значення завжди більше або дорівнює нулю (для задач мінімізації). Розрив двоїстості дорівнює нулю тоді й лише тоді, коли має місце сильна двоїстість. В іншому випадку розрив строго додатний, і має місце слабка двоїстість.

## Опис
У загальному випадку, нехай дано двоїсту пару розділених локально опуклих просторів {\displaystyle \left(X,X^{*}\right)} і {\displaystyle \left(Y,Y^{*}\right)}. Тоді, якщо дано функцію {\displaystyle f:X\to \mathbb {R} \cup \{+\infty \}}, можна визначити пряму задачу як
{\displaystyle \inf _{x\in X}f(x).\,}
Якщо є обмеження, їх можна вбудувати у функцію {\displaystyle f}, додавши індикаторну функцію {\displaystyle I} на обмеженнях — {\displaystyle f=f+I}. Тоді нехай {\displaystyle F:X\times Y\to \mathbb {R} \cup \{+\infty \}} буде функцією збурень, такою що {\displaystyle F(x,0)=f(x)}. Розрив двоїстості — це різниця, яка задається формулою
{\displaystyle \inf _{x\in X}[F(x,0)]-\sup _{y^{*}\in Y^{*}}[-F^{*}(0,y^{*})]}
де {\displaystyle F^{*}} — спряжена функція від обох змінних.

## Альтернативи
В обчислювальній оптимізації часто згадується інший «розрив двоїстості», який дорівнює різниці значень між будь-яким розв'язком і значенням допустимого, але підоптимального значення прямої задачі. Цей альтернативний «розрив двоїстості» кількісно виражає розбіжність між значенням поточного допустимого, але підоптимального значення прямої задачі, і значенням двоїстої задачі. Значення двоїстої задачі, за умовами регулярності, дорівнює значенню опуклої релаксації прямої задачі. Опукла релаксація — це задача, яка виходить після заміни неопуклої множини допустимих розв'язків її замкнутою опуклою оболонкою і заміни неопуклої функції її опуклим замиканням, тобто функцією, надграфік якої є замкнутою опуклою оболонкою надграфіка початкової цільової функції прямої задачі.